# Chestnut: Hero of Central Park
Chestnut: Hero of Central Park is een jeugdfilm uit 2004 onder regie van Robert Vince (scenario: Anne Vince). De film, waarin Abigail Breslin, Makenzie Vega, Christine Tucci en Justin Louis de hoofdrollen hebben, gaat over twee weesmeiden (de zusjes Sally-Anne en Ray Tomley) die stiekem een hond adopteren. Wanneer ze zelf geadopteerd worden, blijkt dat de vader allergisch is voor honden en dat huisdieren verboden zijn in het luxe appartement. Lukt het de zussen om hun hond Chestnut geheim te houden voor de buitenwereld?
Andere rollen zijn weggelegd voor Barry Bostwick, Maurice Godin, Irene Olga Lopez, Ethan Phillips en Fred Ewanuick.
In Nederland is deze film uitgezonden op NPO 3 als Chestnut.